# Захір Рахім
Захір Рахім (англ. Zahir Raheem; 7 листопада 1976) — американський професійний боксер.

## Аматорська кар'єра
На Олімпійських іграх 1996 переміг Хо Чон Джил (Північна Корея) і програв Арнальдо Меса (Куба).

## Професіональна кар'єра
Відразу після Олімпіади перейшов у професіонали. Маючи серію з 25 перемог поспіль, 17 липня 2004 року зустрівся в елімінаторі IBF у напівлегкій вазі з непереможним американцем Рікардо Хуаресом  і зазнав першої поразки, програвши одностайним рішенням.
10 вересня 2005 року вийшов на бій за вакантний титул WBC International у легкій вазі проти Еріка Моралеса (Мексика). Моралес був явним фаворитом і цей поєдинок розглядав як розминку до його вже запланованого супербою проти Менні Пакьяо. Рахім здивував усіх, домінуючи в бою з самого початку, використовуючи чудову роботу ніг і рухів корпусом тіла, і переміг одностайним рішенням суддів. Бій між Рахімом і Моралесом був визнаний апсетом 2005 року за версією журналу «Ринг».
Завдяки перемозі над Моралесом Рахім сильно піднявся в рейтингах і 29 квітня 2006 року вийшов на бій за вакантний титул чемпіона WBO в легкій вазі проти Аселіно Фрейтаса (Бразилія). Бразилець переміг розділеним рішенням суддів.
5 липня 2008 року в елімінаторі IBF у легкій вазі Рахім був нокаутований південноафриканським боксером Алі Фунека.